# Smart (TV-serie)
Smart (engelska: Get Smart) är en amerikansk sitcomserie, skapad av Mel Brooks och Buck Henry. Den sändes i USA ursprungligen från den 18 september 1965 till den 15 maj 1970. Serien fick en fristående uppföljare trettio år senare i serien Get Smart men även tidigare med filmen Agent 86 med rätt att göra bort sig från 1980, TV-filmen Agent 86 Smart från 1989 samt senare med filmen Get Smart från 2008.

## Handling
Serien handlar om agenten Maxwell "Max" Smart (Don Adams), som går under namnet Agent 86, och hans kollega Agent 99 (Barbara Feldon). Agenterna 86 och 99 arbetar för CONTROL. För denna hemliga verksamhets räkning så undersöker och avstyr de båda olika former av hot gentemot världen. 

## Rollista i urval
- Don Adams – Maxwell "Max" Smart
- Barbara Feldon – Agent 99
- Edward Platt – Chefen
- Victor French – Agent 44